# Sanaur
Sanaur là một thành phố và là nơi đặt hội đồng đô thị (municipal council) của quận Patiala thuộc bang Punjab, Ấn Độ.

## Địa lý
Sanaur có vị trí 30°18′B 76°28′Đ / 30,3°B 76,46°Đ Nó có độ cao trung bình là 253 mét (830 feet).

## Nhân khẩu
Theo điều tra dân số năm 2001 của Ấn Độ, Sanaur có dân số 17.938 người. Phái nam chiếm 54% tổng số dân và phái nữ chiếm 46%. Sanaur có tỷ lệ 63% biết đọc biết viết, cao hơn tỷ lệ trung bình toàn quốc là 59,5%: tỷ lệ cho phái nam là 67%, và tỷ lệ cho phái nữ là 58%. Tại Sanaur, 12% dân số nhỏ hơn 6 tuổi.